# Smrt a státní pohřeb Klementa Gottwalda
Státní pohřeb Klementa Gottwalda, čtvrtého prezidenta Československa, se konal 19. března 1953 v Praze. Ten zemřel pět dní předtím, 14. března 1953, na prasknutí aorty. 
Klement Gottwald byl československý komunistický politik. Po úspěšném puči v KSČ ovládl tuto stranu a od roku 1929 byl poslancem Národního shromáždění. Po druhé světové válce vykonával nejdříve funkci premiéra v první a druhé vládě. Čtyři měsíce po převzetí moci komunisty v roce 1948 byl zvolen prezidentem Československa, kterým byl až do své smrti.

## Předchozí události
Klement Gottwald byl silný alkoholik a kuřák. Zároveň trpěl syfilidou, kterou se nakazil pravděpodobně někdy v mládí. Během druhé světové války prodělal dva infarkty, první lehký v roce 1942 a druhý těžší v polovině září 1944. V lednu 1945 u něj byla zjištěna hemiplegie, obrna poloviny těla. Po únorovém puči v roce 1948 a abdikaci Edvarda Beneše se stal prezidentem Československa. V tu dobu se stával čím dál více paranoidní, bál se nejen Stalina, ale i svých spolustraníků. V roce 1952 byli zatčeni dva jeho osobní lékaři: Vladimír Haškovec a Leo Haas z důvodu nedostatečné péče. Inspiroval se tak Stalinovými čistkami s lékaři. Nesporně v jejich zatčení hrál roli jejich židovský původ.

## Smrt
Když 5. března 1953 zemřel sovětský diktátor Josif Stalin, rozhodl se Gottwald i přes varování lékařů odletět do Moskvy na pohřeb. Doprovázel jej internista Jindřich Karpíšek. Obřad provázelo studené počasí, prezident nastydl a otekly mu nohy, následkem čehož byl odvezen do kremelské nemocnice, kde se podrobil vyšetření a dostal vysoké dávky penicilinu. Lékaři mu doporučili zůstat tři dny na lůžku, to však znovu odmítl a i přes jejich doporučení, aby se vrátil do Prahy vlakem, odletěl. Po přistání si postěžoval předsedovi vlády Antonínu Zápotockému, že mu není příliš dobře. 
Přivolaní lékaři (včetně Josefa Charváta) mu původně diagnostikovali pouze těžký zápal plic, neboť neměli přístup k jeho utajovaným lékařským záznamům. Ty později přinesl Gottwaldův zeť Alexej Čepička a lékaři se z rentgenů dozvěděli o výduti srdeční aorty. Povolaní sovětští poradci po telefonické konzultaci se sovětským chirurgem Aleksandrem Bakulevem navrhli otevřít prezidentův hrudník a aortu sešít, to však čeští lékaři odmítli z důvodu neproveditelnosti transportu Gottwalda do nemocnice. S jejich názorem později souhlasil i Bakulev.
Dne 14. března 1953 dopoledne dostal Gottwald injekci morfia a poručil si sklenku piva, talíř vývaru a jablečné pyré. V jedenáct hodin dopoledne téhož dne prezident Klement Gottwald zemřel. Odpoledne sňali za přítomnosti Václava Kopeckého akademičtí lektoři Karel Pokorný, Jan Lauda, Václav Pavlis a Václav Kotrč posmrtnou masku zemřelého.
Pitvu prováděli pouze sovětští lékaři, čeští lékaři čekali za zavřenými dveřmi.

## Pohřeb

### Příprava a vystavení těla
Následovala příprava monumentální akce na památku prvního komunistického prezidenta. Nejprve byla ustavena Komise pro organizaci pohřbu Klementa Gottwalda, jejíž členové byli:
- Antonín Zápotocký (předseda komise, předseda vlády)
- Viliam Široký (ministr zahraničí)
- Karol Bacílek (ministr národní bezpečnosti)
- Alexej Čepička (ministr národní obrany)
- Antonín Novotný (člen předsednictva ÚV KSČ)
- Josef Plojhar (ministr zdravotnictví)
- Emanuel Šlechta (ministr stavebnictví)
- Augustin Kliment (předseda Ústřední rady odborů)
- Bruno Köhler (lékař, pracovník aparátu ÚV KSČ)

Komise ustavila jako pohřební oděv modrou generálskou uniformu - pravděpodobně podle vzoru Josifa Stalina. Tělo bylo od 16. března 1953 vystaveno ve Španělském sále, kde je mohli navštěvovat lidé. Sál byl otevřen od 12:00 do půlnoci. Výzdobu Španělského sálu dostal na starost umělec Jiří Vendelín Kroha. První věnce u katafalku pocházely od Marty Gottwaldové, dcery Marty a zetě Alexeje Čepičky, za nimi členů ÚV KSČ a členů vlády. Po položení věnců vstoupili do sálu představitelé ÚV KSČ, vlády, odborů a členové velvyslanectví SSSR. Za ozbrojené síly Sovětského svazu položil věnec generálplukovník Nikolaj Ivanovič Gusev. Postupně do sálu nastoupily též delegace z jiných velvyslanectví a to v pořadí: Poláci, Číňané, Rumuni, Bulhaři, Východní Němci, Maďaři, Severokorejci a Albánci. Poté položili věnce představitelé Národní fronty, Národního shromáždění, ČSM a Svazu československo-sovětského přátelství. Následovala československá a sovětská státní hymna.
Následující dny přicházely na Pražský hrad delegace vyslané z krajských a okresních výborů KSČ a dalších organizací. Podle odhadů přišlo až statisíce lidí, nelze však zjistit, kolik jich přišlo ze skutečného zármutku a kolik z donucení.

### Pohřeb
Státní pohřeb byl naplánován na 19. března 1953. Gottwaldovo tělo ve 13:00 (po zaznění československé a sovětské státní hymny) vynesli vojáci ve zpola prosklené rakvi ze Španělského sálu na Pražském hradu k Matyášově bráně, kde je položili na lafetu děla, taženého třemi páry vraných koní. V organizované části průvodu šlo cca 350 lidí v čele s rodinou zesnulého prezidenta. V 14:45 měla dělová lafeta podle plánu zastavit před nově instalovanou tribunou na Letenské pláni, kde proběhla vojenská přehlídka. V 15:25 se dal průvod znovu do pohybu, tentokrát směřoval na Václavské náměstí. Celá akce byla pečlivě organizována jak zdravotnicky (všechny lékárny po trase musely mít otevřeno pro případ zkolabování účastníků, na místě byly taktéž pojízdné lékárny a zdravotní sestry) tak bezpečnostně (v domech, ze kterých je vidět na trasu průvodu, musí být zavřena všechna okna a v některých bytech je dokonce zajištěna přítomnost příslušníků SNB).
Na Václavském náměstí byla u Národního muzea velká černá tribuna se zlatými iniciály „KG“. Nad ní visela rudá hvězda a nad ní obří Gottwaldův portrét. Řečnil zde Antonín Zápotocký a Nikolaj Bulganin. Poté zazněla československá a sovětská státní hymna a rakev byla převezena do Národního památníku na Vítkově.

## Smuteční hosté

### Českoslovenští hosté
Události se zúčastnily téměř všechny významné osobnosti československého politického života. Mimo níže jmenovaných se pohřbu zúčastnili ministři, členové ÚV KSČ, zástupci krajských organizací KSČ, primátoři a náměstci, redakce Rudého práva i církevní představitelé.
- Antonín Zápotocký (předseda vlády)
- Jaromír Dolanský (místopředseda vlády)
- Viliam Široký (ministr zahraničí)
- Karol Bacílek (ministr národní bezpečnosti)
- Alexej Čepička (ministr národní obrany)
- Antonín Novotný (člen předsednictva ÚV KSČ)
- Josef Plojhar (ministr zdravotnictví)
- Emanuel Šlechta (ministr stavebnictví)
- Augustin Kliment (předseda Ústřední rady odborů)
- Bruno Köhler (lékař, pracovník aparátu ÚV KSČ)
- František Kubač (předseda Slovenské národní rady)
- Václav Vacek (primátor Prahy)

### Zahraniční hosté
- Boleslav Bierut, polský předseda vlády
- Čou En-laj, premiér, ministr zahraničí Čínské lidové republiky
- Nikolaj Bulganin, sovětský maršál
- Jumdžágín Cedenbal, mongolský předseda vlády

Kondolence přišly například ze Západního Německa, NDR, Belgie, Nizozemska, Rakouska, Velké Británie, Itálie, Francie a USA.

## Mumifikace
Po vzoru dalších východoevropských komunistických vůdců (Lenin, Stalin, Dimitrov) bylo i u Gottwalda rozhodnuto o jeho mumifikaci a vystavení. Již v roce 1951 byly v památníku na Vítkově slavnostně uloženy urny Bohumíra Šmerala, Josefa Hakena, Stanislava Kostky Neumanna a Bohuslava Vrbenského.
Dne 31. března 1953 byla schválena přestavba památníku pro účely mauzolea, přičemž architektem byl Jan Zázvorka. Projektantský tým dokonce podnikl výpravu do Bulharska, aby se inspiroval mauzoleem Georgije Dimitrivova.
Samotné balzamování probíhalo již během vystavování těla ve Španělském sále, zejména během nocí a během výstavby památníku. Balzamovali sovětští odborníci: Boris Nikolajevič Uskov, Jurij Alexejevič Romakov, Alexandr Sergejevič Pavlov a N. P. Vaščaginova. Původně se měli starat o tělo trvale, avšak v únoru 1955 předali veškeré know-how a materiály československým odborníkům. Těmi měli být Rudolf Vaněček, Josef Vymazal a Jiří Křeček. I nadále se však radili telefonicky se sovětskými lékaři. V roce 1957 nahradil vojenskou uniformu civilní oděv se zlatými a stříbrnými knoflíky.

## Zpopelnění těla

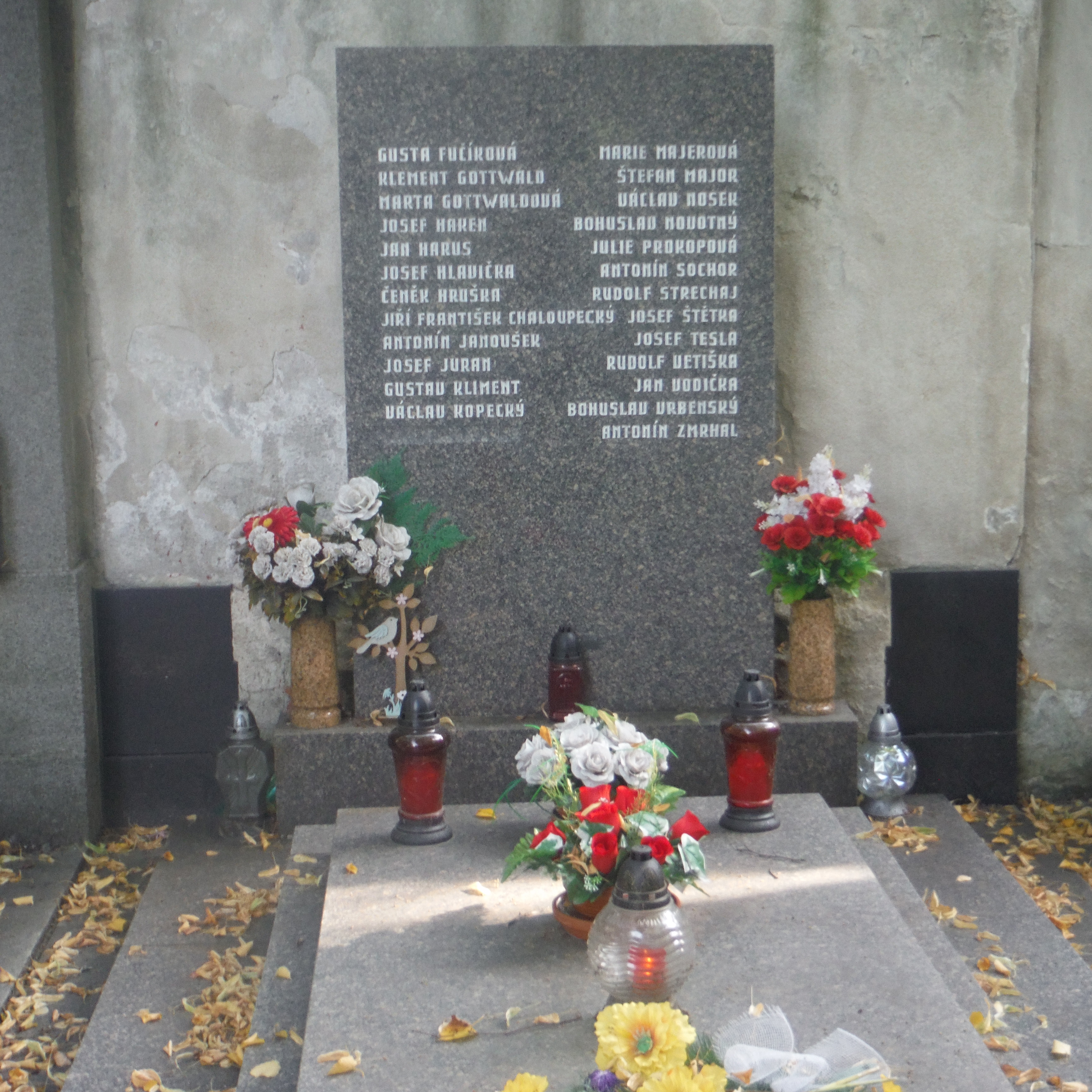
Hrob Klementa Gottwalda na Olšanských hřbitovech, kam byl uložen po roce 1989

V souvislosti s kritikou Stalinova kultu osobnosti Nikitou Chruščovem na XX. sjezdu KSSS v roce 1956 přestal být „živý“ památník prvního komunistického prezidenta žádaný. Dne 20. března 1962 padlo definitivní rozhodnutí o ukončení výstavy těla. Zpopelnění ostatků dostal za úkol tehdejší ministr vnitra Lubomír Štrougal. Urna s popelem byla uložena v prostorách mauzolea a pohřbena byla až po sametové revoluci, kdy byla uložena na Olšanských hřbitovech do hrobu společně s Martou Gottwaldovou, Marií Majerovou, Václavem Kopeckým, Václavem Noskem a dalšími zasloužilými straníky.